# Octávio Florisbal
Octávio Florisbal (São Paulo, 20 de maio de 1940 — São Paulo, 13 de agosto de 2024) foi diretor-geral da Rede Globo de setembro de 2002 até 31 de dezembro de 2012 quando passou a integrar o conselho de gestão do Grupo Globo.

## Biografia
Filho do avicultor Elegardo Florisbal e da dona de casa Josephina Frioli Florisbal, mudou-se para o Rio de Janeiro, sozinho, aos 15 anos, para estudar no Colégio Pedro II e, depois, no Colégio Naval, em Angra dos Reis.
Começou a trabalhar, em 1961, como auxiliar administrativo, em uma das principais agências de publicidade da época, a J. Walter Thompson, cuja filial brasileira era presidida por seu tio, Renato Castelo Branco, também vice-presidente da corporação americana.
Formou-se em Comunicação e Marketing na Escola Superior de Propaganda e Marketing (ESPM), em São Paulo, e participou de diversos cursos de especialização, em Nova Iorque.
Casou-se com a publicitária Helena de Almeida.

### Norton Publicidade
Já como diretor de planejamento de mídia, foi contratado pela Norton Publicidade, para estruturar o departamento da agência.

### Lintas Propaganda
Em 1972, foi contratado por outra grande agência de São Paulo, a Lintas Internacional, onde permaneceu durante 10 anos.
Na Lintas, que tinha a conta da Gessy Lever, uma das principais promotoras de novelas e shows da época, tomou contato com a produção de programas de televisão e rádio.
Ainda no início dos anos 1970, foi um dos fundadores e o primeiro presidente do Grupo de Mídia de São Paulo, entidade que contribuiu significativamente para o desenvolvimento das pesquisas de audiência e de mídia no Brasil.

### Rede Globo
Começou a trabalhar na TV Globo, em 1982, contratado para estruturar o departamento de marketing da emissora.
Entre os principais objetivos, estava a criação de um canal de comunicação permanente entre a área comercial e as áreas de programação, criação, produção e jornalismo.
Pretendia-se também estabelecer uma relação mais técnica entre a TV Globo, as agências e os anunciantes.
Foi diretor da Central Globo de Marketing por oito anos, até ser nomeado Superintendente Comercial.
Uma das marcas da sua gestão foi a política de profissionalização no modelo de comercialização dos espaços publicitários.

#### Diretoria-geral
Em setembro de 2002, assumiu interinamente o cargo de diretor-geral da TV Globo, logo após o afastamento, por motivos de saúde, da executiva Marluce Dias da Silva.
Durante dois anos, acumulou a função com os atributos de Superintendente Comercial.
Foi efetivado no cargo de diretor-geral da TV Globo em outubro de 2004.
Carlos Henrique Schroder assumiu a diretoria-geral da TV Globo a partir de 1 de janeiro de 2013.
Em março de 2017, encerrou suas atividades no Grupo e passou a dedicar-se exclusivamente à Fundação Helena Florisbal, instituto criado por ele em homenagem à sua esposa, morta em 2009.

## Homenagens
Em abril de 2009, recebeu o título de "Personalidade do Ano", referente a 2008, concedido pela Associação Brasileira de Propaganda (ABP). Segundo a Associação, foi destaque “por sua dedicação, consistente inovação e competência com que trabalha para o desenvolvimento e defesa dos interesses de todo o trade de comunicação, à frente do maior e mais importante conglomerado de comunicação do país”.